# Johan Persson (fp)
Johan Gideon Persson (i riksdagen kallad Persson i Östervåla), född 6 april 1895 i Östervåla socken, död 16 juni 1973 i Östervåla, var en svensk lantbrukare och politiker (folkpartist). Han var svärson till riksdagsmannen Johan Andersson.

## Biografi
Johan Persson brukade en gård i Stärte i Östervåla där han också var kommunalt aktiv, bland annat som kommunalfullmäktiges ordförande från 1943. Han var likaså verksam i den lokala bonderörelsen och i Missionsförbundet, inte minst som ordförande i Östervåla missionsförsamling 1937-1963.
Han var riksdagsledamot 1953-1960 i första kammaren för Södermanlands och Västmanlands läns valkrets. I riksdagen var han bland annat suppleant i jordbruksutskottet 1953-1960 och ledamot i allmänna beredningsutskottet 1954-1960. Han var främst engagerad i jordbruksfrågor.